# Vicoa varzobica
Vicoa varzobica là một loài thực vật có hoa trong họ Cúc. Loài này được Kamelin & Kinzik. mô tả khoa học đầu tiên năm 1988.